# A Magyar Királyság a kora újkorban
A Magyar Királyság a kora újkorban a magyar történelem azon időszaka, amikor a Magyar Királyság az 1526-os mohácsi csatavesztés után a Habsburg-ház uralma alatt a Habsburg Birodalom (majd 1804-től az Osztrák Császárság) része lett egészen az 1867-es osztrák–magyar kiegyezésig. A mohácsi csatát követő kettős királyválasztással a középkori Magyar Királyság két részre szakadt, majd Buda 1541-es török kézre kerültével az I. Ferdinánd császár által birtokolt országrész folytatta az államiságot. A török hódoltság végéig az országot Királyi Magyarországnak is nevezik.
A királyság nem lett az osztrák örökös tartományok része, a magyar rendek érdekérvényesítő képessége ugyanis egyfajta különleges státuszt adott az államnak. A magyar történetírás szempontjából a Szapolyai János országrészéből kialakuló Erdélyi Fejedelemség mellett ez a kora újkori magyar történelem jelentős színtere. A Habsburg-uralkodók ellen több lázadás is szerveződött, ilyen volt a Bocskai István-féle felkelés, a II. Rákóczi Ferenc által vezetett szabadságharc, és az 1848–49-es forradalom és szabadságharc, ami után a passzív ellenállás időszaka vezetett a kiegyezéshez és az Osztrák–Magyar Monarchia születéséhez.

## Kialakulása
Bővebben: a mohácsi csata, az 1526. évi székesfehérvári országgyűlés és az 1526–38 közötti magyarországi belháború cikkekben
Mivel az 1526-os mohácsi csatában elesett az ország királya, II. Lajos, és lényegében megsemmisült a magyar mezei had, az országban megszűnt a központi irányítás. Ebben a helyzetben ketten is megpróbálták királlyá koronáztatni magukat: Szapolyai János erdélyi vajda és a Habsburg-házból való Ferdinánd főherceg, V. Károly császár öccse.
Ferdinánd a korábbi Habsburg–Jagelló házassági szerződés alapján tartott igényt a magyar trónra, de a köznemesség nagy része az 1505-ös országgyűlésen hozott határozatra, a rákosi végzésre hivatkozva inkább nemzeti királyt választott, Szapolyai Jánost. Ferdinándhoz először csak a horvátok csatlakoztak és néhány főnemes — közöttük olyanok, akiknek régóta nézeteltérésük volt Szapolyaival. Egyikük, Báthori István az ország nádora volt. Némelyek egyik párthoz sem szegődtek, hanem személyes haszonszerzés céljából rabolták és fosztogatták mindkét ellenkirály területeit. Az ország két részre szakadása évtizedes belháborút eredményezett, amit az 1538-as váradi béke zárt le. Ebben egyebek mellett mindkét fél elismerte a másik uralmát az általa birtokolt országrészeken.
Buda 1541-ben török kézre került, és ezzel a Magyar Királyság immár három részre szakadt: a Habsburg-kézen lévő királyi Magyarországra, a török hódoltságra és a keleti Magyar Királyságra Erdély és a Partium területén. Ezt az állapotot rögzítette az 1568-as drinápolyi béke. 1570 végén a speyeri szerződésben Szapolyai fia, Szapolyai János Zsigmond lemondott a királyi címről, és beleegyezett abba, hogy csak a fejedelem titulust használja. Ezzel megszületett az 1711-ig fennálló Erdélyi Fejedelemség.

## A folytonosság kérdései

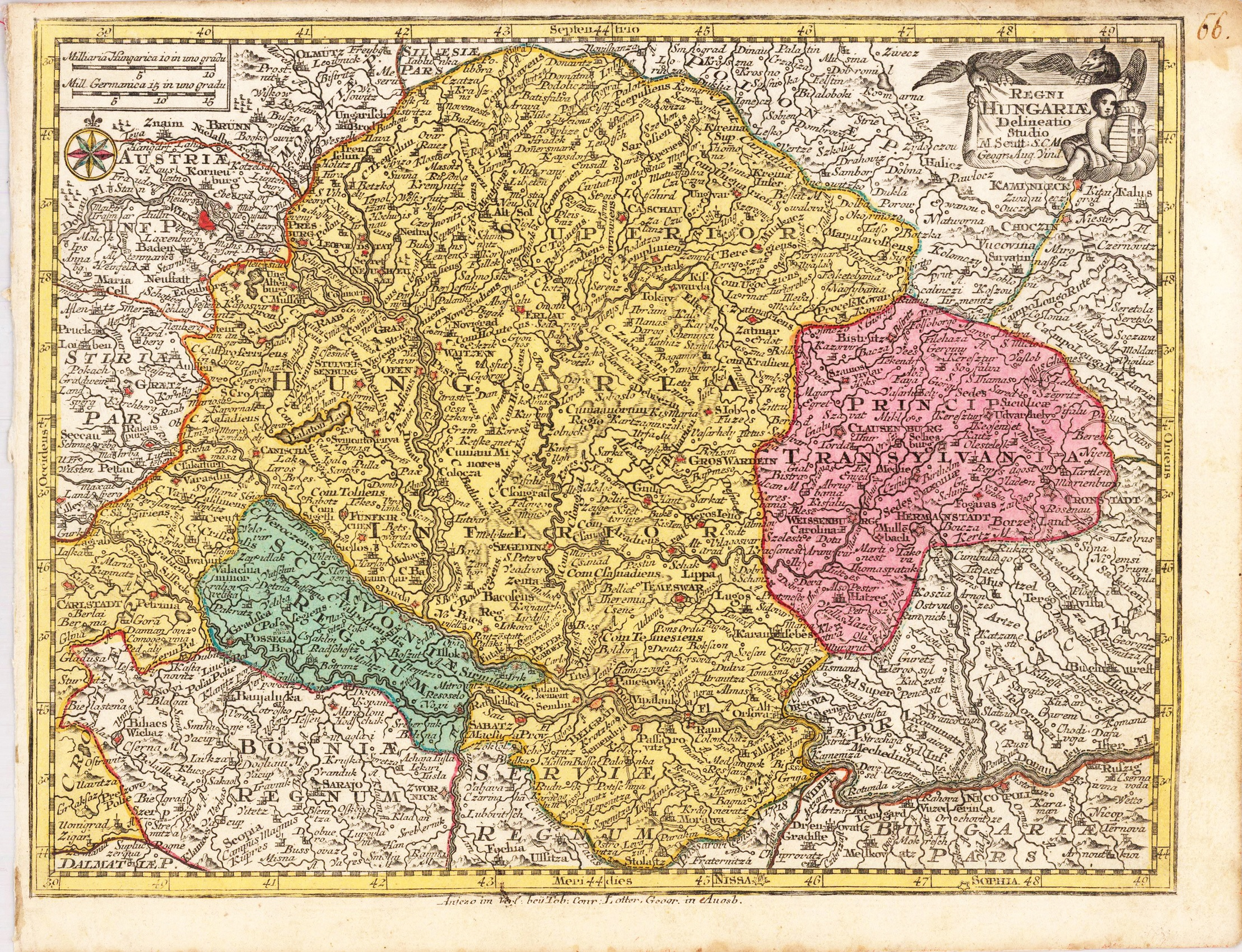
Magyar jogigényeket jelző térkép a törökkorban (Augsburg, 1656–60)

A 16. század magyar politikusai nem fogadták el az ország két, majd három részre szakadását: 1541-ig jogi értelemben egyetlen Magyar Királyság létezett, melynek a sors szerencsétlen alakulása folytán két uralkodója volt.
A mohácsi csatavesztés, majd Buda, Székesfehérvár és Esztergom török kézre kerülése korántsem jelentette Magyarország végét: az ország közvéleménye a török uralmat ideiglenesnek tartotta, a hódoltságot a Magyar Királyság elidegeníthetetlen részének tekintette. Ezt az álláspontot fejezték ki a kora újkorban készült térképek is. A török kézen lévő alföldi és dunántúli területek nemessége a királyi Magyarországon is megtartotta vármegyei közgyűléseit. Ráadásul a magyar nemesség a végvári katonaság segítségével a török által elfoglalt országrészen továbbra is bíráskodott és behajtotta a birtokosoknak, illetve a magyar államnak járó adókat („kettős hódoltság”, condominium).
Politikai és államjogi értelemben a Habsburg uralkodók irányította országrész a Magyar Királyság közvetlen folytatója volt: Buda eleste (1541) után Pozsonyban tartották a rendi országgyűléseket. Pozsonyban székelt a nádor és az országbíró, ott működtek el a királyság központi hivatalai, mint a Magyar Kancellária és a Magyar Kamara. A királyi Magyarország továbbörökítette a magyar államiságot és a rendiséget.

## Kormányzat

A királyi Magyarország 1572-ben

I. Ferdinánd osztrák főherceg (1556-tól német-római császár) központosította a Habsburg Birodalom hadügyét és pénzügyeit. A területének nagy többségét elvesztő Magyar Királyságot a Bécsben székelő Udvari Haditanács (Hofkriegsrat), Udvari Kamara (Hofkammer) és Magyar Udvari Kancellária (Ungarische Hofkanzlei), valamint a Titkos Tanács igazgatta. A 16. században kiépített végvárrendszert, a főkapitányságokat Bécsből irányították. A pozsonyi és a szepesi kamara mindvégig a bécsi központi szervek irányítása alatt állt. Az Udvari Kamarának ráadásul fennállása alatt egyetlen magyar tagja sem volt. A kamarákon alapuló polgári és a főkapitányságokra tagolt katonai közigazgatás párhuzamosan épült ki úgy, hogy az egyes kamarák, illetve főkapitányságok illetékességi területe gyakorlatilag azonos volt. Így a Szepesi Kamara és a felső-magyarországi avagy kassai főkapitányság egyaránt az ezidőben Felső-Magyarországnak nevezett országrészben, tehát a Gömör vármegyétől keletre fekvő, úgynevezett „Tiszán innen és túli” megyékben volt illetékes. 13 ilyen vármegye állt a magyar király fennhatósága alatt:
- Abaúj,
- Bereg,
- Borsod,
- Gömör,
- Kishont,
- Sáros,
- Szabolcs,
- Szatmár,
- Szepes,
- Torna,
- Ugocsa,
- Ung és
- Zemplén (Borbély).

II. Miksa császár és Habsburg Rudolf alatt tovább erősödtek a dinasztia központosító törekvései. Jelzésértékű, hogy miután Nádasdy Tamás 1562-ben meghalt, egészen 1608-ig betöltetlen maradt a nádori szék. A bécsi udvar nádor helyett királyi helytartókat (locumtenens regius) állított az ország élére. Ők (Oláh Miklós, Radéczy István) Pozsonyban székeltek.
A magyar rendek belpolitikai súlya és törvényhozó szerepe megmaradt, de a diplomáciai és hadügyi kérdésekben nem voltak illetékesek. Mivel a királyi Magyarország török elleni védelmi vonala csak nyugati segítséggel volt tartható, a magyar nemesség tudomásul vette, hogy az országot külföldi központból, Bécsből (egy időben Prágából) kormányozzák.

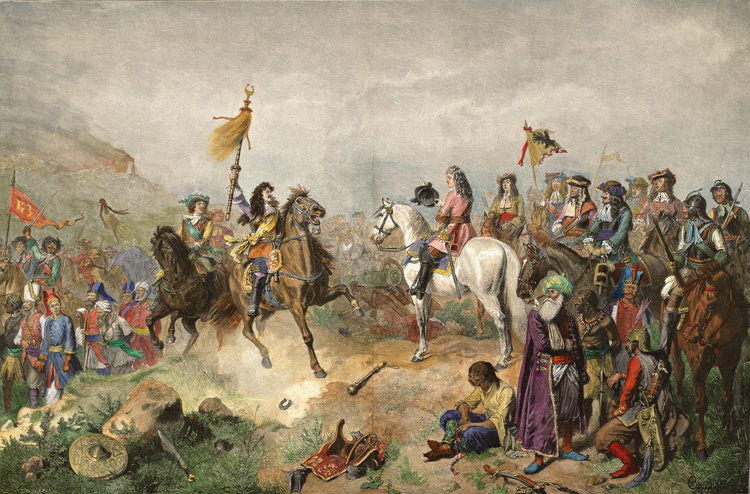
A „második mohácsi csata” 1687. augusztus 12-én

A Magyar Királyság berendezkedését a 16–17. században a rendi dualizmus jellemezte, azonban I. Lipót 1671-től nyílt abszolutizmust vezetett be. A jogeljátszás elméletére (Verwirkungstheorie) hivatkozva megszüntette a nádori tisztséget, helyére kormányzóságot (gubernium) állított fel Johann Caspar von Ampringen vezetésével, kemény ellenreformációs intézkedéseket vezetett be, a magyar rendi alkotmányt és a vallás ügyében született békéket és törvényi rendelkezéseket is teljesen figyelmen kívül hagyva. Königsegg alkancellár ezt így fejezte ki: „a magyarok rebelláltak, s ezzel minden privilegiumukat elvesztették, mostantól kezdve tehát mint armis subjecti, fegyverrel alávetettek kezeltetnek.”  A magyarság ellenállását látva Lipót 1681. április 28-án összehívta a soproni országgyűlést, helyreállítva az 1667 óta betöltetlen nádori hivatalt.
Ugyan a nagyharsányi csata után a Magyar Királyságot a következő évtizedekben újraegyesítették, az új állami berendezkedésben a magyaroknak alig jutott szerep. Ezt belátva a magyar rendek már 1687-ben lemondtak a szabad királyválasztás jogáról. Az 1687-es pozsonyi országgyűlés törvénybe iktatta a Habsburg-ház örökös trónutódlási jogát, és 1687. december 9-én I. Lipót császár fiát I. József néven magyar királlyá koronázták. Magyarország a Habsburgok örökös (örökletes) királyságai közé került. Kisebb korrekciókkal és engedményekkel bár, de az abszolutizmus a 18. században is meghatározta Magyarország sorsát.

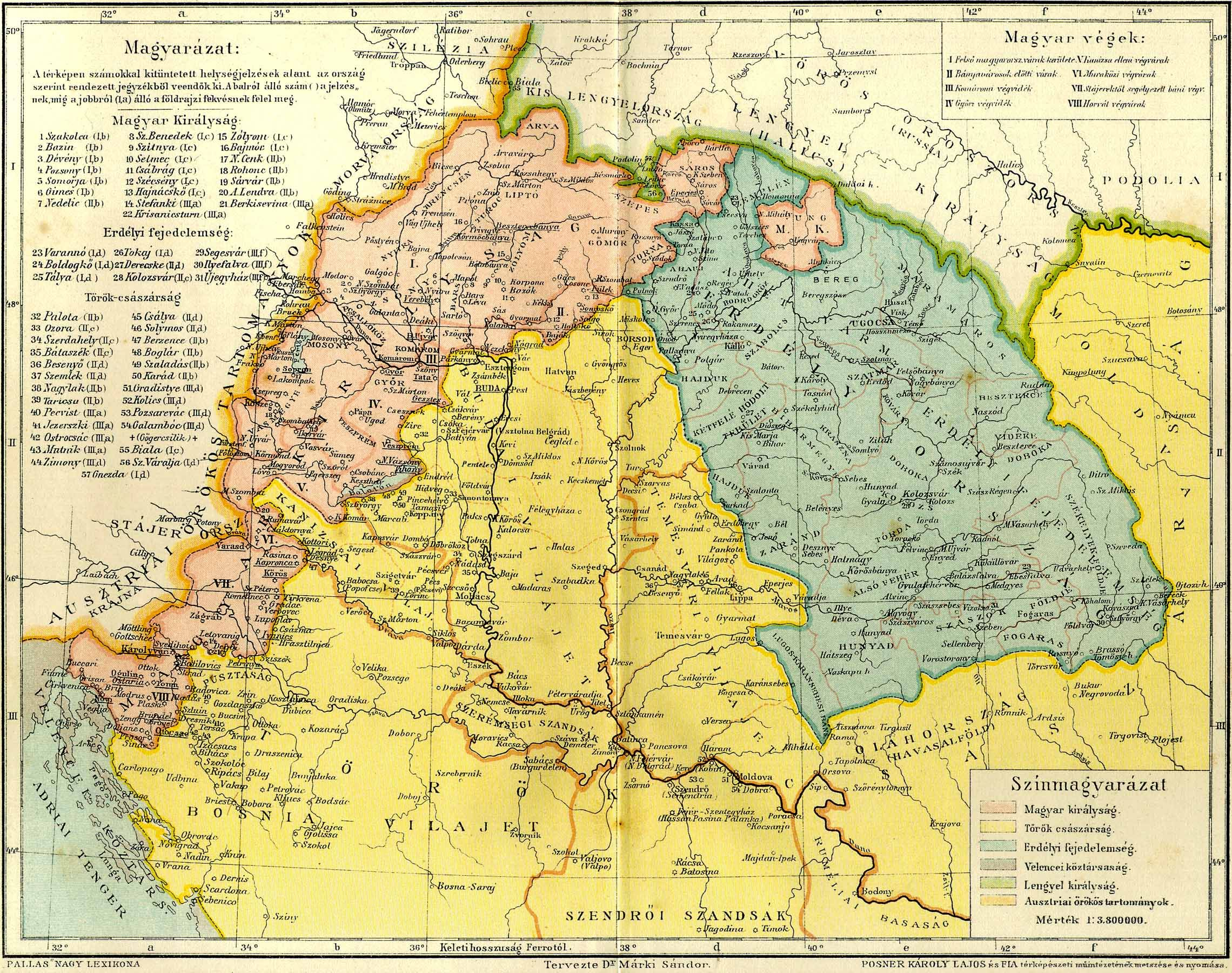
Magyarország 1629-ben

## Rendiség
Az elvileg egységes nemesi rend szétszakadásával a 16. századra négy rend jött létre, amelyek 1848-ig fennmaradtak. Ezek a következők voltak:
- a főrendek,
- a főpapok,
- a köznemesség
- és a polgárság.[6]

A királyi Magyarország erősebb rendiséggel rendelkezett, mint a Habsburg Birodalom más koronaországai és tartományai. A magyar rendek érdekérvényesítő képességét mi sem mutatta jobban, mint az 1604–1606-os Bocskai-felkelés következtében elért sikerek vagy II. Rudolf császár 1608-as lemondatása. További problémát okozott a Habsburgoknak, hogy számos országuk rendjei szövetségre, konföderációra léphettek egymással, mint azt 1608-ban a magyar, a felső- és alsó-ausztriai, valamint morva rendek tették, s nem véletlenül merült fel 1618–1621 között egy magyar–cseh rendi együttműködés terve. A harmincéves háborúnak köszönhetően azonban az örökös tartományokban és a cseh korona országaiban a rendek oly mértékben háttérbe szorultak, hogy a dinasztia tárgyalási pozíciója megváltozott.
Idővel a bécsi udvar megtalálta a módot, hogy visszaszorítsa a magyar rendeket. A rendek ugyanis nem voltak egységesek: a főnemesség aggodalommal figyelte a köznemesség politizálását – már a 16. században létrejött egy udvarhű, aulikus arisztokrácia, mely a bécsi udvar szövetségese volt. A katolikus főpapság kinevezése a Habsburgoktól függött, tehát a négy rend közül kettőre biztosan számíthattak. A negyedik rend, a polgárság (rövid időszakok kivételével, mint a Bocskai Istvánhoz köthető megmozdulás) nem vált lényeges politikaformáló erővé.

## Gazdaságpolitika
A bécsi kincstár óriási adósságot halmozott fel, II. Rudolf utódjára 30 millió rajnai forint adósságot hagyott örökségül. A tizenöt éves háború egyes éveiben a kiadások évi 5 millió forintra is rúgtak, így általánossá vált az évi 800 ezer-1,5 milliós költségvetési deficit, melyeket csak hitelből sikerült előteremteni. A bevétel az 1570-es években 2-2,5 millió rajnai forint volt. A spanyol Habsburgok még ennél is nagyobb adósságot halmoztak fel, ott a 40 milliót is elérte az összeg. Tény, hogy az államadósság állomány a bevételhez viszonyítva megütötte az 1500%-ot is. Rudolf a „hosszú háború” idején kiürült kincstár problémáját, zsoldosvezérei és hadiszállítói kifizetését a magyar arisztokrácia vagyonának megszerzésével próbálta enyhíteni. Felségsértési és felségárulási pereket zúdítottak a magyar bárók és vagyonosabb családok nyakába, általában fő- és jószágvesztéssel. Koncepciós eljárás kezdődött a homonnai Drugethek, Rákóczi Zsigmond, Nádasdy Tamás (nem a nádor), Telekessy Mihály, az Alaghy, Balassa, Kállay családok ellen. 1603 márciusában született meg az ítélet Illésházy István ügyében: a főnemes várait és uradalmait elkobozták.
Ez a megnövekedett pénzszükséglet állt a hatalom 17. századi megerősödése mögött. A sokat idézett kijelentés szerint „az abszolutizmus jórészt az adóztatás gyermeke volt.” A harmincéves háború hosszú távú eredményei közé sorolható, hogy a növekvő számú zsoldosseregek költsége kikényszerítette azokat az adminisztratív és pénzügyi változtatásokat, melyek Európa-szerte a centralizált, bürokratikus államok létrejöttéhez vezettek. A korábbinál nagyobb létszámú seregek létrejötte és a hatékonyabb pénzügyi rendszer hozzájárult az Oszmán Birodalom 17. század végi legyőzéséhez.

## Valláspolitika

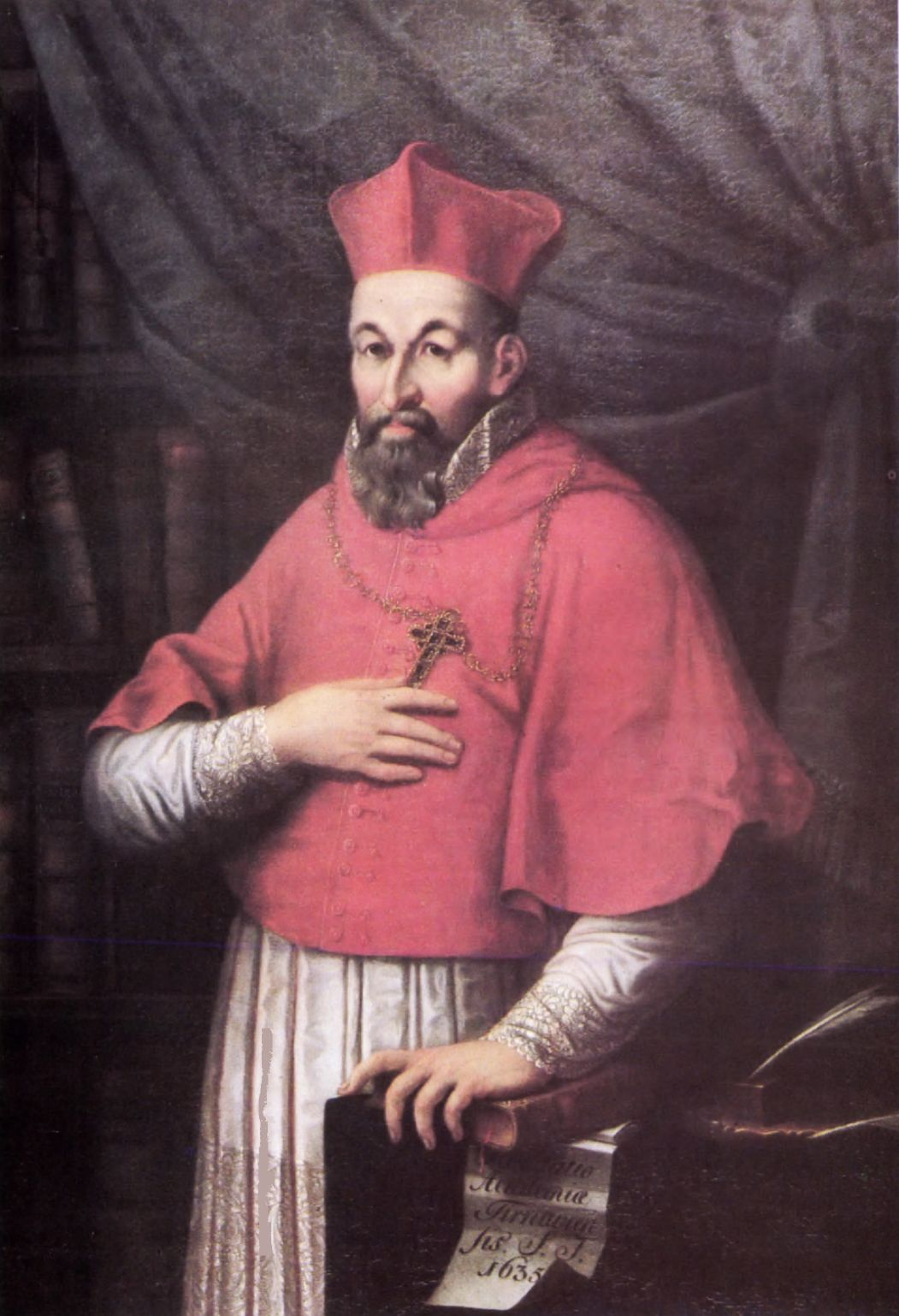
Pázmány Péter

A 16. században a Habsburgok osztrák és stájer tartományaiban a lutheránus felekezet vált uralkodóvá, míg Magyarországon a reformáció kálvinista irányzata győzött (bár a felső-magyarországi városok és erdélyi szász közösségek evangélikusok voltak). A cseh korona országaiban szintén erős volt a protestantizmus (ebben a huszita örökség is közrejátszott).
A 16. században a katolicizmus és a protestantizmus nem konfrontálódott látványosan Magyarországon, egyes főurak birtokain több felekezet papjai is megfordulhattak. 
Mivel a 16. század végére Magyarország lakosságának kb. 90%-a a protestáns hit mellett döntött, a katolikus klérus – hatalmi eszközöket is igénybe véve – ellenakciót indított. Az ellenreformáció korszaka Rudolf trónra lépésével kezdődött. A tizenöt éves háború során Rudolf főkegyúri jogával élve több esetben katolikusoknak adta a protestánsok templomait. Kassán Barbiano di Belgioioso gróf, császári tábornok ágyúkat hozatott a főtérre, a városi tanácsot arra kényszerítve, hogy az evangélikusok kezén lévő Szent Erzsébet székesegyházat az egri püspöknek adja. 1604 tavaszán Rudolf a pozsonyi országgyűlés végzéseihez utólagosan egy XXII. pontot (hamis artikulus) is hozzáíratott, amely szerint vallásügyi kérdésekben a Szent István óta hozott eretnekellenes törvények érvényesek. Azt is megtiltották, hogy az országgyűléseken vallási kérdéseket tárgyaljanak.
A Habsburg Birodalomban a reformáció előretörése a 16. század végén–17. század elején jelentősen megtorpant. Nem ok nélkül, ugyanis a jezsuita propaganda a török–protestáns érdekszövetségre hivatkozhatott. A protestánsok törökbarátként való beállítása az örökös tartományok területén többeket a katolicizmus felé hajlított. Nagy sikereket ért el az ellenreformáció a Német-római Császárság déli részén, különösen Bajorországban és az osztrák tartományokban. Az utóbbiak esetében II. Ferdinánd 1598 és 1629 között erőszakkal vagy meggyőzés révén csaknem teljesen visszaszorította a protestantizmust.
A királyi Magyarországban zajló ellenreformáció kiemelkedő alakja Pázmány Péter volt, aki írásaival és ékesszólásával a többségében protestáns hitre áttért magyar főurak jelentős részét ismét visszatérítette a katolikus egyházba s ezáltal a katolicizmus hosszútávú biztos szerepét Magyarországon megszilárdította.

## Végvárrendszer

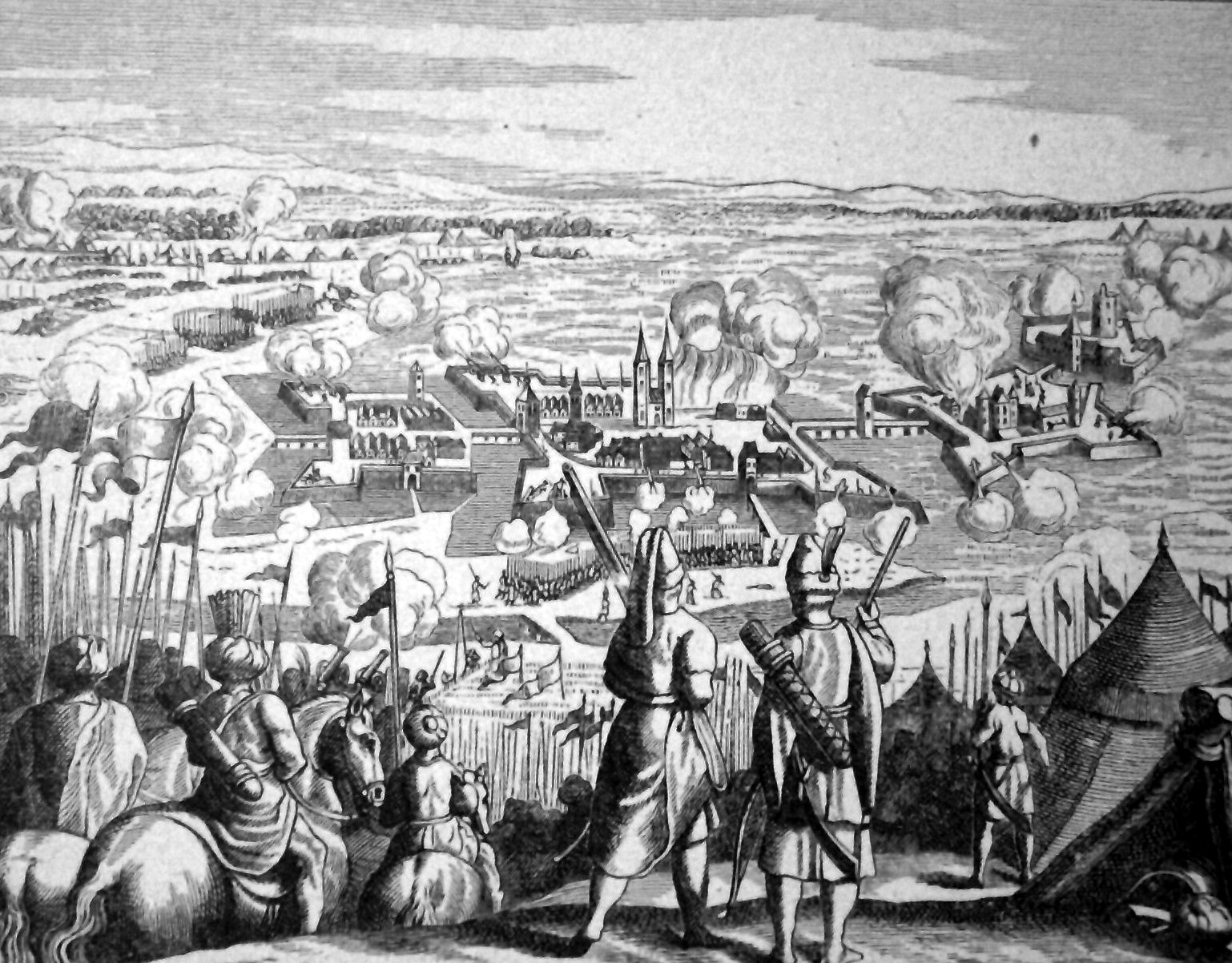
Szigetvár vára a 16. században, a korszerűsítések után

Mivel a 16. században (még) a török hadigépezetet nyílt mezőn nem lehetett legyőzni, ezért a Habsburg uralkodó újból ahhoz az eszközhöz nyúlt, amelyet Magyarországon előtte már Luxemburgi Zsigmond vagy Mátyás király is megtett és erőteljesen szorgalmazott – a végvárrendszer. Az idő rövidsége és a megmaradt, a történelmi Magyarországon belső törzsterületét képező régióban található várak elégtelensége miatt olyan hatásos végvárakat nem lehetett kialakítani, mint korábban Nándorfehérvár vonala mentén, de a nehézségek ellenére az elszántan küzdő magyarságnak sikerült megállítani a további török előretörést.
A hódoltság peremén többé-kevésbé egybefüggő védővonal alakult ki: az 1540-es évektől megkezdődött egyes kiemelt erődítmények (például Eger, Győr és Szigetvár) átépítése. 1556-tól a végvárak a Haditanács hatáskörébe kerültek, s így lehetőség nyílt a várrendszer egységes és szakszerű irányítására. Az 1550-es évek közepétől a számos olasz hadmérnök érkezett Magyarországra. Nicolo Angielini olasz várépítő mester 1564-1566 között részletes térképeket készített a várakról és azok alaprajzairól.
Az új végvári rendszer főkapitányságokba szerveződött, közülük kettő Horvátország, négy a szorosan vett Magyarország területén:
- Felső-magyarországi főkapitányság (másként Kassai)
- Bányavárosi főkapitányság (másként Alsó-Magyarországi vagy Bányavidéki)[12]
- Duna és Balaton közötti főkapitányság
- Balaton és Dráva közötti főkapitányság
- Vend (Varasdi) főkapitányság
- Horvát (Károlyvárosi) főkapitányság

Békésebb időszak beköszöntével a bécsi kormányzat 1577-ben két hónapos haditanácskozás után a rendszer reformjára szánta el magát, ennek részeként egyes fontosabb várak védműveit a korszak haditechnikai követelményeinek megfelelően átépítették, az erődítmények megerősítésére gyakran éltek a környék elmocsarasításával, patakok felduzzasztásával. Az építkezések rendkívüli költségesek és lassúk voltak. Győr és (az 1552-ben rommá lőtt) Eger átépítése nem fejeződött be a tizenöt éves háború kitöréséig.

## A nemzetiségi arányok változásai a 16–17. században
A rendszeresen ismétlődő oszmán hadjáratok jelentős néptömegeket indítottak el északi, illetve északnyugati irányba.
A 16. században feltételezhetően 100 000 horvát érkezett Nyugat-Magyarország területére. A burgenlandi horvátok az 1530-as években érkeztek Kordun, Lika, Gornji Kotar, Una, Velebit vidékeiről, valamint részint Boszniából. Egy évtizeddel később Szlavóniából érkeztek bevándorlók. Elsősorban a nyugat-magyarországi Erdődy- és Batthyány-birtokokra települtek.
A tizenöt éves háború időszakában Pállfy Miklós nagy számban telepíttette át a királyi Magyarországba a Baranya és Tolna megyei szerbeket. Nicolaus Gablmann 1594. szeptember 30-án kelt emlékiratában már amellett érvelt, hogy a hódoltsági területen élő összes rácot át kell telepíteni a Királyságba. Az 1590-es években már jelentős szerb kolóniák találhatók Győrben, Komáromban, valamint Érsekújvár környékén.
Még javában zajlott az oszmán hadsereg kiszorítása a hódoltsági részekről, amikor az első betelepítési hullám Dél- és Délnyugat-Németországból kezdetét vette. A telepítést az Udvari Kamara és a nagybirtokosok végezték: 1693-ban a Fekete-erdőtől délre eső területekről származó sváb telepesek érkeztek Pilisvörösvárra; 1694: az Esztergom melletti Dorogra Svábföldről jönnek az első telepesek; 1700: Grassalkovich földbirtokos Elzászból hív telepeseket a Dorog melletti Csolnokra).
A németek betelepítésénél nagyobb tömegeket érintett a szerbek török elöli menekülése, 1690-es Magyarországra költözése, azaz „nagy vándorlása.” Ennek során Lipót, majd az őt követő Habsburg uralkodók (I. József; III. Károly) által adott, megerősített és kibővített kiváltságok körülírták a Magyarországra érkezett, letelepedett és berendezkedett szerbek egyházi és az azzal szorosan összefüggő világi jogait. Vándorlásuk és letelepedésük  azonban (a közhiedelemmel ellentétben) nem csupán az elpusztult vidékeket érintette, hanem magyarlakta területeket is, hozzájárulva a visszafoglaló háborúk által sújtott lakosság szenvedéseihez.